# Metrisierbarer Raum
Im Teilgebiet Topologie der Mathematik ist ein metrisierbarer Raum ein topologischer Raum mit zusätzlichen besonderen Eigenschaften.
Da die metrischen Räume Spezialfälle der topologischen Räume sind, liegt es nahe, zu fragen, wann ein topologischer Raum metrisierbar ist, das heißt, welche zusätzlichen Forderungen ein topologischer Raum erfüllen muss, damit es eine Metrik gibt, die die Topologie induziert. Dieser Artikel gibt einen Überblick über notwendige und hinreichende Bedingungen für die Metrisierbarkeit, die in den Artikeln ausführlicher erklärt werden, auf die von hier aus verwiesen wird. Sätze, die schwache hinreichende Bedingungen oder gleichwertige Bedingungen zur Metrisierbarkeit formulieren, werden in der Literatur als Metrisationssätze bezeichnet.

## Notwendige Bedingungen
Jede topologische Eigenschaft, die metrische Räume stets erfüllen, stellt selbstverständlich eine notwendige Bedingung für die Metrisierbarkeit beliebiger topologischer Räume dar. Von besonderem Interesse sind aber solche Eigenschaften, die den Raum der Metrisierbarkeit „nahebringen“.
- Trennungseigenschaften: Jeder metrisierbare Raum ist ein normaler Raum und ein Hausdorff-Raum.
- Kompaktheitseigenschaft: Jeder metrisierbare Raum ist parakompakt.
- Abzählbarkeit: Jeder metrisierbare Raum erfüllt das erste Abzählbarkeitsaxiom.

## Hinreichende Bedingungen
- Metrisationssatz von Urysohn (nach Pawel Samuilowitsch Urysohn): Für einen Hausdorff-Raum, welcher dem zweiten Abzählbarkeitsaxiom genügt, sind Regularität, vollständige Regularität, Normalität und Metrisierbarkeit gleichwertige Eigenschaften.[1]
- Jeder kompakte Hausdorffraum, der das zweite Abzählbarkeitsaxiom erfüllt, ist metrisierbar.
- Die Produkttopologie {\displaystyle \textstyle X=\prod _{i\in I}M_{i}} von metrischen Räumen ist metrisierbar, wenn die Indexmenge {\displaystyle I} höchstens abzählbar ist.

## Gleichwertige Bedingung
Metrisationssatz von Nagata-Smirnow: Ein topologischer Raum ist genau dann metrisierbar, wenn er ein regulärer Hausdorff-Raum ist und eine σ-lokal-endliche Basis besitzt.

## Metrisierbarkeit topologischer Vektorräume
- Ein topologischer Vektorraum ist genau dann metrisierbar, wenn er das erste Abzählbarkeitsaxiom erfüllt. Die Metrik kann so gewählt werden, dass sie translationsinvariant ist und die offenen Kugeln um den Nullpunkt ausgewogen und, falls der Raum lokalkonvex ist, konvex sind.
- Gibt es eine abzählbare separierende Familie von Halbnormen, so ist der Raum lokalkonvex und metrisierbar.

## Vollständig metrisierbare Räume
- Ein topologischer Raum heißt vollständig metrisierbar (auch topologisch vollständig), falls er homöomorph zu einem vollständigen metrischen Raum ist.
- Es gibt metrische Räume, deren zu Grunde liegende Metrik keine vollständige Metrik ist, welche aber dennoch vollständig metrisierbar sind. Dazu zählen etwa das offene Einheitsintervall oder die Menge der irrationalen Zahlen.
- Nach dem {\displaystyle G_{\delta }}-Satz von Hausdorff ist ein Teilraum eines vollständig metrisierbaren Raumes genau dann vollständig metrisierbar, wenn er eine {\displaystyle G_{\delta }}-Teilmenge ist.
- Allgemein gilt der Satz von Čech: Ein topologischer Raum ist vollständig metrisierbar dann und nur dann, wenn er metrisierbar ist und zugleich topologisch vollständig ist. Dabei ist ein topologischer Raum topologisch vollständig genau dann, wenn er homöomorph zu einer {\displaystyle G_{\delta }}-Menge  eines kompakten Hausdorff-Raums ist.[2][3]
- Ein vollständig metrisierbarer lokalkonvexer topologischer Vektorraum wird als Fréchet-Raum bezeichnet.
- Ein separabler vollständig metrisierbarer Raum heißt Polnischer Raum, solche Räume und insbesondere ihre Teilmengen bilden Untersuchungsgegenstand der deskriptiven Mengenlehre.

## Beispiele, Konstruktion einer Metrik
Am einfachsten lässt sich die Metrik konstruieren, wenn der topologische Raum {\displaystyle X} ein endliches Produkt metrischer Räume {\displaystyle (M_{i},d_{i});\;1\leq i\leq n} ist. Man kann dann zum Beispiel die Metriken einfach addieren:
{\displaystyle d((x_{1},x_{2},\dotsc ,x_{n}),(y_{1},y_{2},\dotsc ,y_{n}))=d_{1}(x_{1},y_{1})+d_{2}(x_{2},y_{2})+\dotsb +d_{n}(x_{n},y_{n})}
Ähnlich kann man vorgehen, wenn der topologische Raum {\displaystyle X} ein abzählbares Produkt metrischer Räume {\displaystyle (M_{i},d_{i});\;i\in \mathbb {N} } ist. Dann muss man durch eine positive Folge die Konvergenz der „unendlichen Summe“ erzwingen und gegebenenfalls die Metriken di durch topologisch gleichwertige, durch eine gemeinsame Schranke beschränkte Metriken ersetzen. Beides leistet die Definition:
{\displaystyle d((x_{i}),(y_{i}))=\sum \limits _{i=0}^{\infty }2^{-i}{\frac {d_{i}(x_{i},y_{i})}{1+d_{i}(x_{i},y_{i})}}}

## Gegenbeispiele
- Die Produkttopologie {\displaystyle \textstyle X=\prod _{i\in I}M_{i}} von mindestens zweipunktigen metrischen Räumen ist nicht metrisierbar, wenn die Indexmenge {\displaystyle I} überabzählbar ist.
- Die erste nicht abzählbare Ordinalzahl {\displaystyle \Omega _{0}}, versehen mit ihrer Ordnungstopologie ist nicht parakompakt und daher nicht metrisierbar.